# Умаров, Карим
Карим Умаров — советский хозяйственный, государственный и политический деятель.

## Биография
Родился в 1930 году в Сурхандарьинской области. Член КПСС.
С 1949 года — на хозяйственной, общественной и политической работе. В 1949—1983 гг. — агроном, организатор сельскохозяйственного производства в Сурхандарьинской области, начальник Денауского районного производственного управления, директор совхоза «Хазарбаг» Денауского района Сурхандарьинской области, первый секретарь Шурчинского райкома КП Узбекистана.
Жил в Узбекистане.

## Награды и звания
- орден Ленина (27.12.1976[4])
- орден Октябрьской Революции (10.12.1973[5])
- орден Трудового Красного Знамени (26.02.1981)
- орден «Знак Почёта» (01.03.1965)